# Tricholicinus setosus
Tricholicinus setosus is een keversoort uit de familie loopkevers (Carabidae). De wetenschappelijke naam van de soort is voor het eerst geldig gepubliceerd in 1880 door J.Sahlberg.